# Reino de Hawái
El Reino de Hawái (en hawaiano, Aupuni Mōʻī o Hawaiʻi) fue un Estado existente a partir de 1795 debido a la unificación de pequeñas "jefaturas" de Oʻahu, Maui, Molokaʻi, Lānaʻi y Hawaiʻi (o la "Gran Isla"). Desapareció tras la abdicación de su última reina Liliʻuokalani en 1893, después de la invasión militar de los Estados Unidos, a través de un golpe de Estado estableciendo el Gobierno provisional de Hawái y la República de Hawái en 1894.

## Formación
Después de rápidas y sangrientas batallas dirigidas por un guerrero inmortalizado después como Kamehameha El Grande, el reino de Hawái fue establecido con la ayuda del marinero británico John Young y de armas occidentales. Aunque el ataque a Oʻahu y Maui fue exitoso, Young no pudo asegurar la victoria en Kauaʻi, ya que su esfuerzo fue obstaculizado por una tormenta. Finalmente, el jefe de Kauaʻi terminó jurando su lealtad al gobierno de Kamehameha. La unificación terminó con la sociedad feudal de las islas hawaianas, transformándose en una moderna, independiente y constitucional monarquía forjada en la tradición de los imperios europeos.

## Gobierno

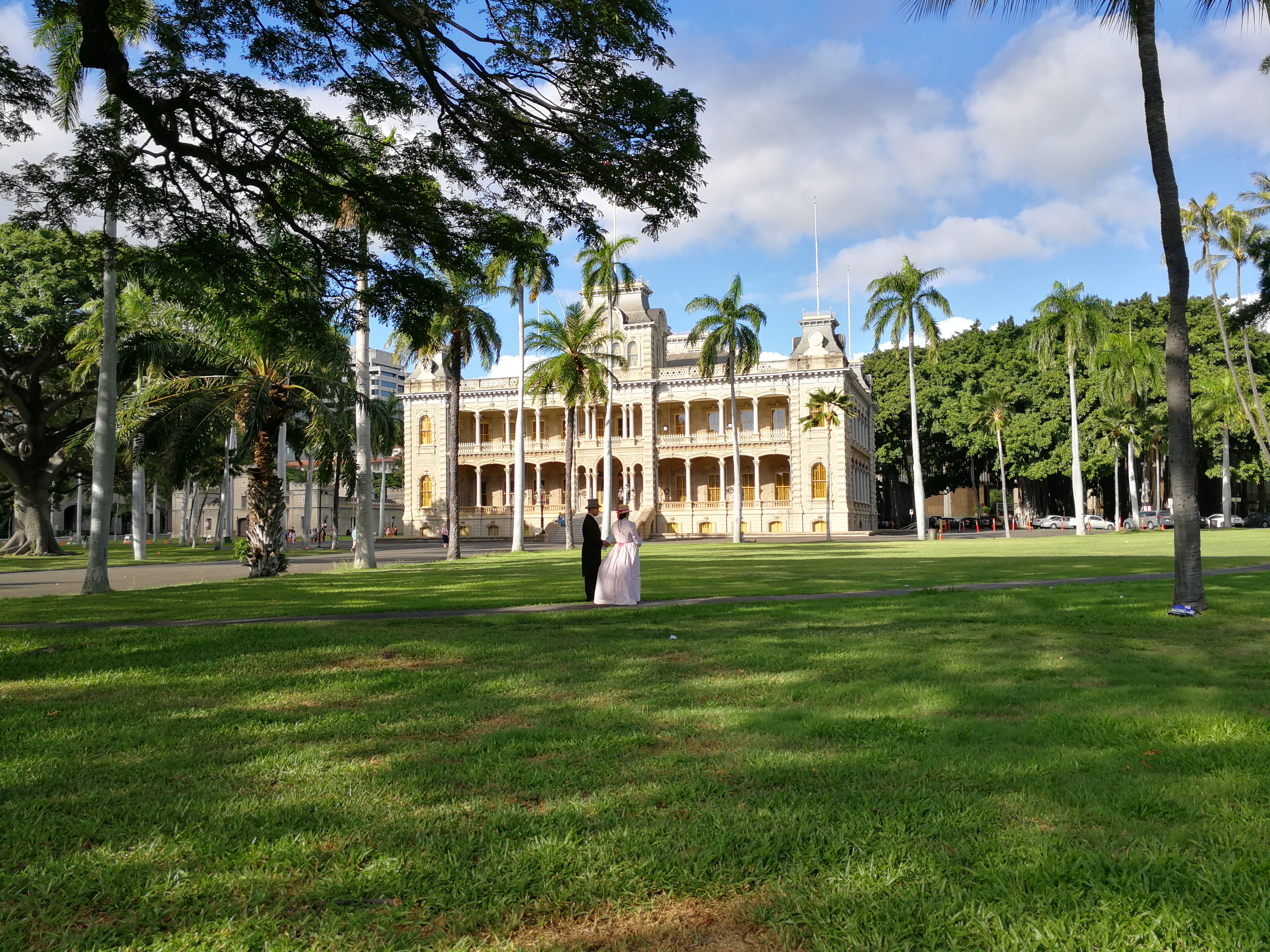
El Palacio 'Iolani fue la residencia del monarca hawaiano.

El Gobierno del Reino de Hawái fue transformado en fases, cada fase fue creada por la promulgación de nuevas constituciones en 1840, 1852, 1864 y 1887. Cada constitución reducía el poder de la monarquía en favor de un gobierno representativo de elección popular. El jefe de Estado y jefe de Gobierno del Reino de Hawái era el rey. El soberano (o soberana, en su caso), supervisaba al Consejo de Ministros que era establecido bajo su administración. Un gabinete real, el Consejo de Ministros, consistía en varios ministros a cargo de varios departamentos, tal como es en el sistema estadounidense. Esos ministros también fungían como consejeros principales del monarca.
En 1840, la Constitución creó un parlamento bicameral a cargo de la legislación del Reino. Las dos cámaras legislativas fueron la Casa de Representantes (elegidos directamente por voto popular) y la Casa de los Nobles (designados por el monarca, por consejo del Gabinete). La misma Constitución creó una judicatura encargada de las cortes y de la interpretación de las leyes. La Suprema Corte era presidida por el jefe de Justicia, designado por el monarca, por consejo del Gabinete.
Las islas de Hawái fueron divididas en regiones administrativas más pequeñas: Kauaʻi, Oʻahu, Maui y Hawaiʻi. La región de Kauaʻi incluía Niʻihau, mientras la región de Maui incluía Kahoʻolawe, Lānaʻi y Molokaʻi. Cada región administrativa estaba a cargo de un gobernador designado por el monarca.

## Dinastía de Kamehameha
De 1810 a 1893 el Reino de Hawái estuvo gobernado por dos dinastías importantes: la Casa de Kamehameha y la Dinastía Kalākaua. Cinco miembros de la familia Kamehameha dirigirían el gobierno siendo reyes. Dos de ellos, Liholiho (Kamehameha II) y Kauikeaouli (Kamehameha III) eran hijos biológicos de Kamehameha el Grande o Kamehameha I. La reina Kaʻahumanu, gobernó como reina regente y Kuhina Nui, o primera ministra.
La dinastía Kamehameha terminó trágicamente en 1872 con la muerte de Kamehameha V. En su lecho de muerte convocó a la princesa Bernice Pauahi Bishop para declararle su intención de hacerla heredera del trono. Ella, que era la última sobreviviente directa de la familia Kamehameha, rechazó la corona y el trono en favor de una vida privada con su esposo Charles Reed Bishop. Kamehameha V murió antes de poder nombrar a otro heredero. 
Los reyes de la Casa de Kamehameha fueron:
- Kamehameha I, (1795-1819)
- Kamehameha II, Liholiho, (1819-1824)
- Kamehameha III, Kauikeaouli, (1825-1854)
- Kamehameha IV, Alexander Liholiho, (1854-1863)
- Kamehameha V, Lot Kapuāiwa, (1863-1872)

## Elección de la nueva monarquía
El rechazo de Berenice Pauahi Bishop a tomar la corona y el trono como reina forzó a la legislatura del Reino a convocar a elecciones para ocupar la vacante real. De 1872 a 1873 varios parientes lejanos de la familia Kamehameha fueron nominados. En una ceremonia de voto popular, y un voto legislativo unánime, William Charles Lunalilo se convirtió el primero de los dos monarcas de Hawái que fueron elegidos por elección popular. Pertenecía a la Casa de Keōua Nui.

## Dinastía Kalākaua
Al igual que su predecesor, Lunalilo no pudo nombrar un heredero al trono. Murió inexplicablemente poco menos de un año después de haber sido nombrado rey de Hawái. Una vez más, la legislatura del Reino se vio fozada a convocar a elecciones para ocupar la vacante real. La reina Emma, viuda de Kamehameha IV, fue nominada junto con David Kalākaua. La elección de 1874 está catalogada como una de las más sucias campañas políticas en la historia de Hawái. Ambos candidatos recurrieron a campañas sucias, desacreditaciones personales y rumores. David Kalākaua fue elegido como el segundo rey electo de Hawái, pero sin el mismo voto popular que Lunalilo tenía. La actitud de la legislatura fue tan polémica en lo siguiente a la ascensión a trono de Kalākaua, que fueron enviadas tropas de los Estados Unidos, para detener la protesta que había surgido por su triunfo sobre Emma. Esperando evitar la incertidumbre de la sucesión de la corona como había pasado con sus predecesores, Kalākaua nombró a varios sucesores al trono y definió la línea real de sucesión. Su hermana Liliʻuokalani debería sucederle al trono si él moría. Después, seguiría la princesa Victoria Ka'iulani, y si ella no podía engendrar un heredero por nacimiento, entonces el príncipe Jonah Kūhiō Kalanianaʻole gobernaría después de ella.
Los últimos reyes de Hawái fueron:
- David Kalākaua, (1874-1891)
- Lydia Liliʻuokalani, (1891-1893)